# Anthrenus auratus
Anthrenus auratus là một loài bọ cánh cứng trong họ Dermestidae. Loài này được Zhantiev miêu tả khoa học năm 1979.